# Rewolucja naukowo-techniczna

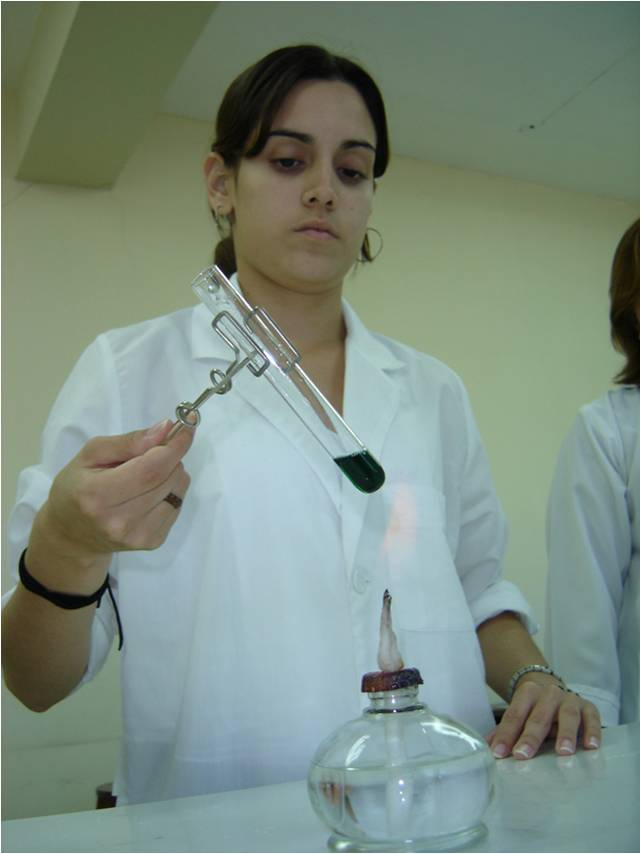

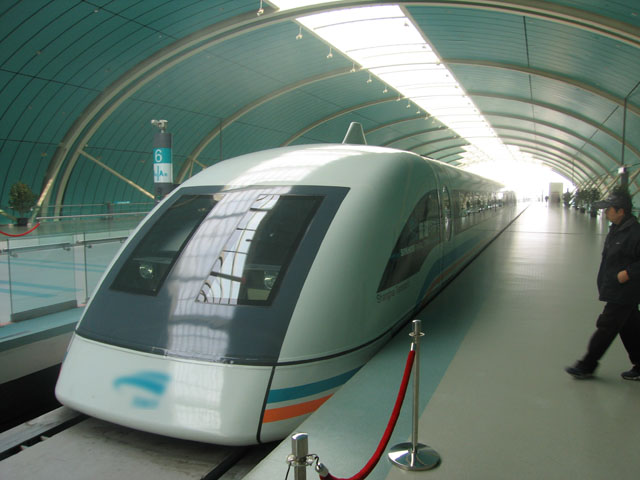

Rewolucja naukowo-techniczna, nazywana też trzecią rewolucją przemysłową – procesy wielkich przemian w technice, produkcji i przede wszystkim w nauce, zapoczątkowane w latach 50. XX wieku i trwające do dziś. Cechą charakterystyczną jest ścisła współzależność zmian w trzech powyższych dziedzinach. Najważniejszymi elementami rewolucji naukowo-technicznej są: komputeryzacja, wykorzystanie nowych źródeł energii (zwłaszcza energetyki jądrowej), automatyzacja procesów pracy, udoskonalenie środków telekomunikacji i transportu, odkrycia i postęp w inżynierii genetycznej, medycynie, a także rozwój produkcji materiałów syntetycznych.                                

## Skutki rewolucji naukowo-technicznej
Dynamiczny rozwój nauki i techniki w XX wieku spowodował zmiany we wszystkich sferach życia ludzkiego, zwłaszcza w sferze gospodarki, w sferze obyczajowej i w życiu codziennym. Skutkiem rewolucji naukowo-technicznej ostatnich dziesięcioleci XX wieku było wejście większości państw zachodnich w epokę postindustrialną, która charakteryzuje się zmniejszeniem znaczenia przemysłu (zmniejszenie zatrudnienia oraz mniejszy udział w tworzeniu produktu krajowego (PKB), na rzecz wzrostu sektora usług.
Rozwój nauk biologicznych i agrotechniki przyniósł wprowadzenie nowych odmian roślin uprawnych, które umożliwiły uzyskiwanie znacznie podwyższonych plonów. Dzięki temu złagodzono na pewien czas problem głodu w niektórych państwach Trzeciego Świata. Była to tzw. zielona rewolucja.
Rozwój medycyny i genetyki umożliwił powstanie inżynierii genetycznej, nowej dziedziny wiedzy, która stwarza ogromne możliwości i zarazem może być źródłem pewnych zagrożeń w przyszłości.
Twórcą pojęcia rewolucja naukowo-techniczna jest John Desmond Bernal, fizyk i historyk nauki. Użył go po raz pierwszy w 1939 roku w pracy pt. „The Social Function of Science” („Społeczna funkcja nauki”).